# Цецівіль
Цецівіль (нім. Zäziwil) — громада  в Швейцарії в кантоні Берн, адміністративний округ Берн-Міттельланд.

## Географія
Громада розташована на відстані близько 18 км на схід від Берна.
Цецівіль має площу 5,4 км², з яких на 9,6% дозволяється будівництво (житлове та будівництво доріг), 64,6% використовуються в сільськогосподарських цілях, 25,8% зайнято лісами, 0% не є продуктивними (річки, льодовики або гори).

## Демографія
2019 року в громаді мешкало 1579 осіб (-0,8% порівняно з 2010 роком), іноземців було 6,5%. Густота населення становила 292 осіб/км².
За віковим діапазоном населення розподілялося таким чином: 21,3% — особи молодші 20 років, 58,7% — особи у віці 20—64 років, 19,9% — особи у віці 65 років та старші. Було 688 помешкань (у середньому 2,3 особи в помешканні).
Із загальної кількості 446 працюючих 90 було зайнятих в первинному секторі, 188 — в обробній промисловості, 168 — в галузі послуг.